# オイゲン・イェッテル
オイゲン・イェッテル（Richard Alfred Eugen Jettel、1845年3月20日 - 1901年8月27日）はオーストリアの画家である。おもに風景画を描いた。ウィーン、パリで活動した。ウィーン分離派の設立メンバーとなった。

## 略歴
現在のチェコ、モラヴィア・スレスコ州のリーマジョフ(Rýmařov)で鉄工所の親方の息子に生まれた。母親が亡くなった後、家族はウィーンに移った。1860年にウィーン美術アカデミーに入学し、アルベルト・ツィンマーマンに学んだ。同じ頃、アカデミーで学んでいた画家にはエミール・ヤーコプ・シンドラーやロベルト・ルス、ルドルフ・リバルツといった画家がいた。1869年までアカデミーで風景画を学び、フランスやオランダ、イストリア、ハンガリーなど各地を旅して修行した。1868年からウィーンのキュンストラーハウス(Künstlerhaus)で開かれた展覧会に参加した。当時人気のあった画家のアウグスト・フォン・ペッテンコーフェンから影響を受けた。1872年から1873年の間はイタリアも旅した。
ウィーン生まれでパリで商売をしている画商のシャルル・ゼーデルマイヤー(Charles Sedelmeyer:1837-1925)に気に入られ、1873年に良い条件の契約を結びパリに移った。ゼーデルマイヤーはイェッテルがゼーデルマイヤーの娘と結婚することを望んだが、イェッテルはウィーン出身の商人の娘と結婚したため、支援は減じられた。パリで美術教師としても働き、生活を支えた。1877年から1881年まではパリの官展、サロン・ド・パリに出展した。1890年から1898年は国民美術協会の展覧会に出展した。1889年のパリ万国博覧会の展覧会では、審査員の一人となった。パリに長く滞在し、パリで活動するオーストリア・ハンガリー帝国出身の芸術家の中心的存在となった。
1897年にウィーンに戻った。オーストリアの貴族で、海軍の提督になるカール・シュテファン大公とその妻の支援を受けるようになり、大公の別邸のある現在のクロアチアに何度も訪れ、風景画を描いた。現在のクロアチアのヴェリ・ロシニュに滞在中に死去した。

## 作品

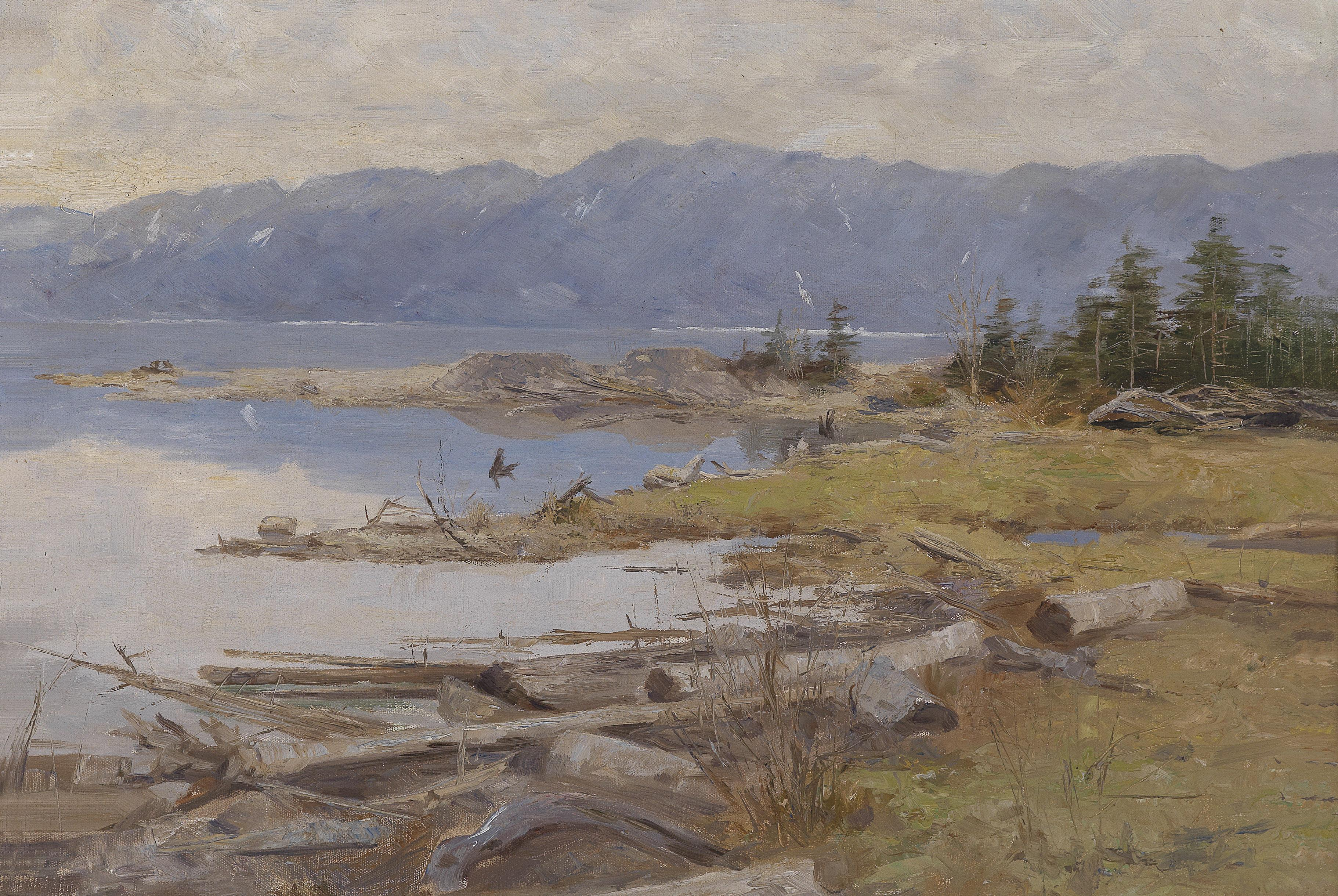
湖 (1861)
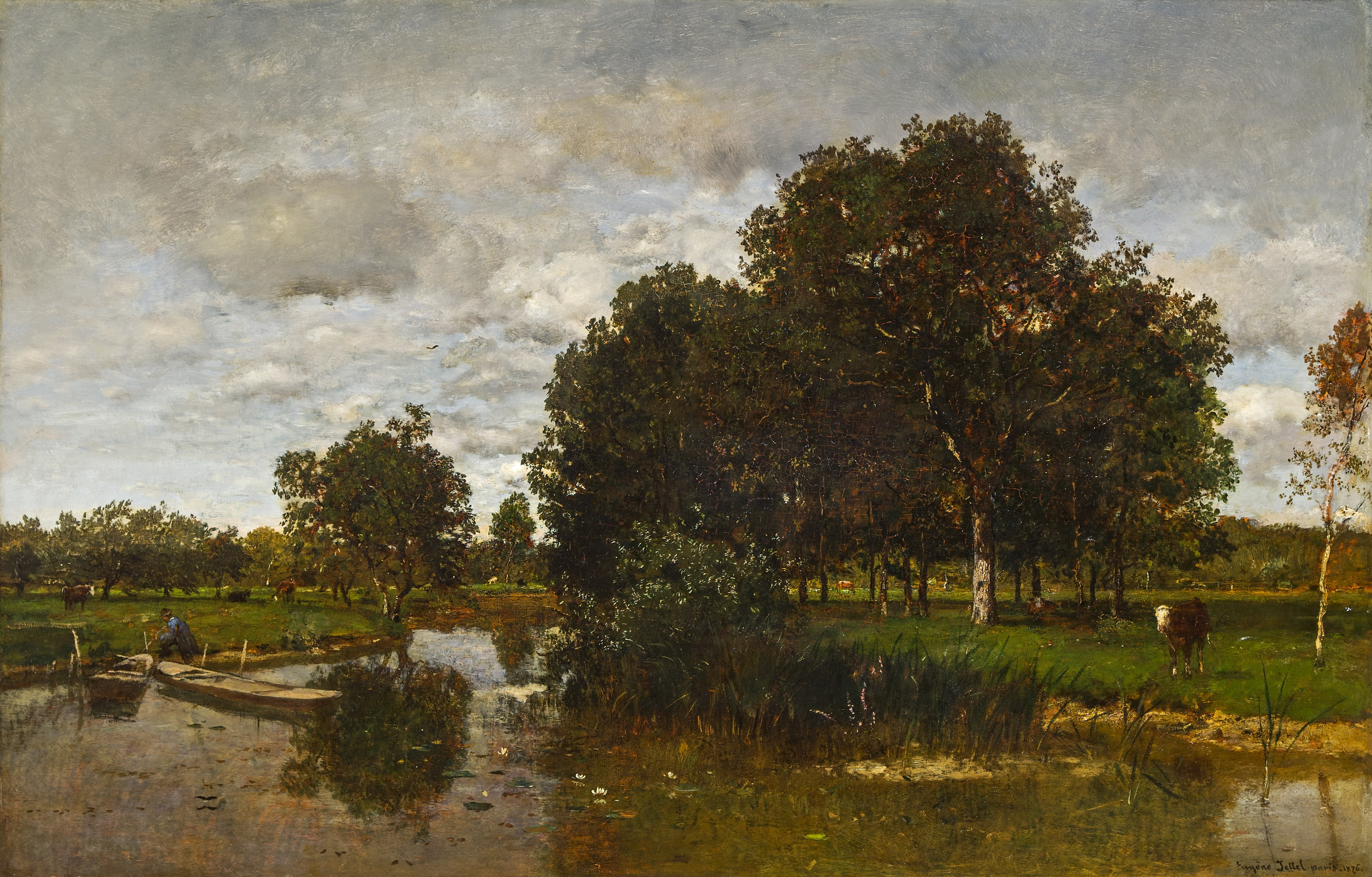
フォンテーヌブローの風景(1876)
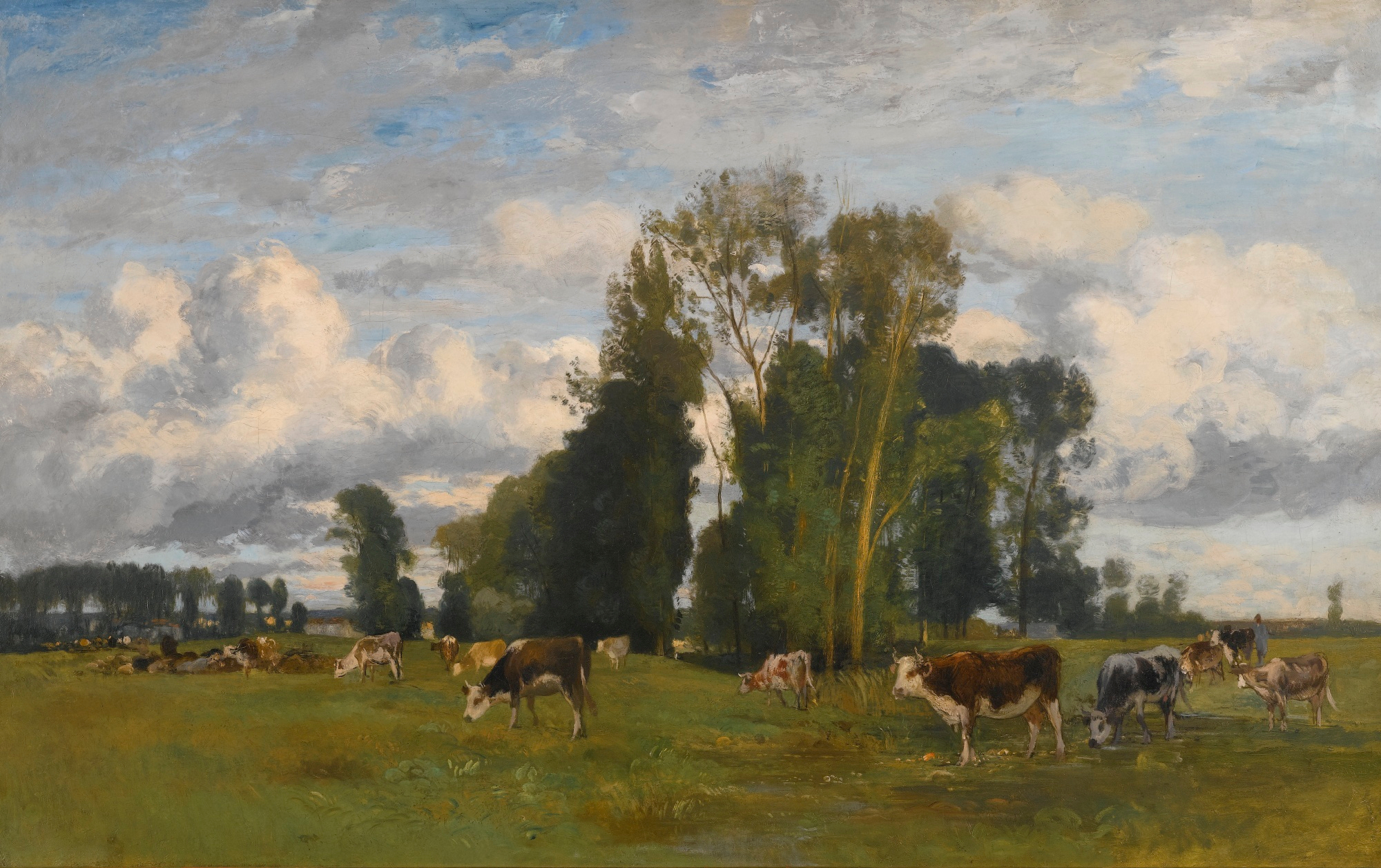
牧草地の牛
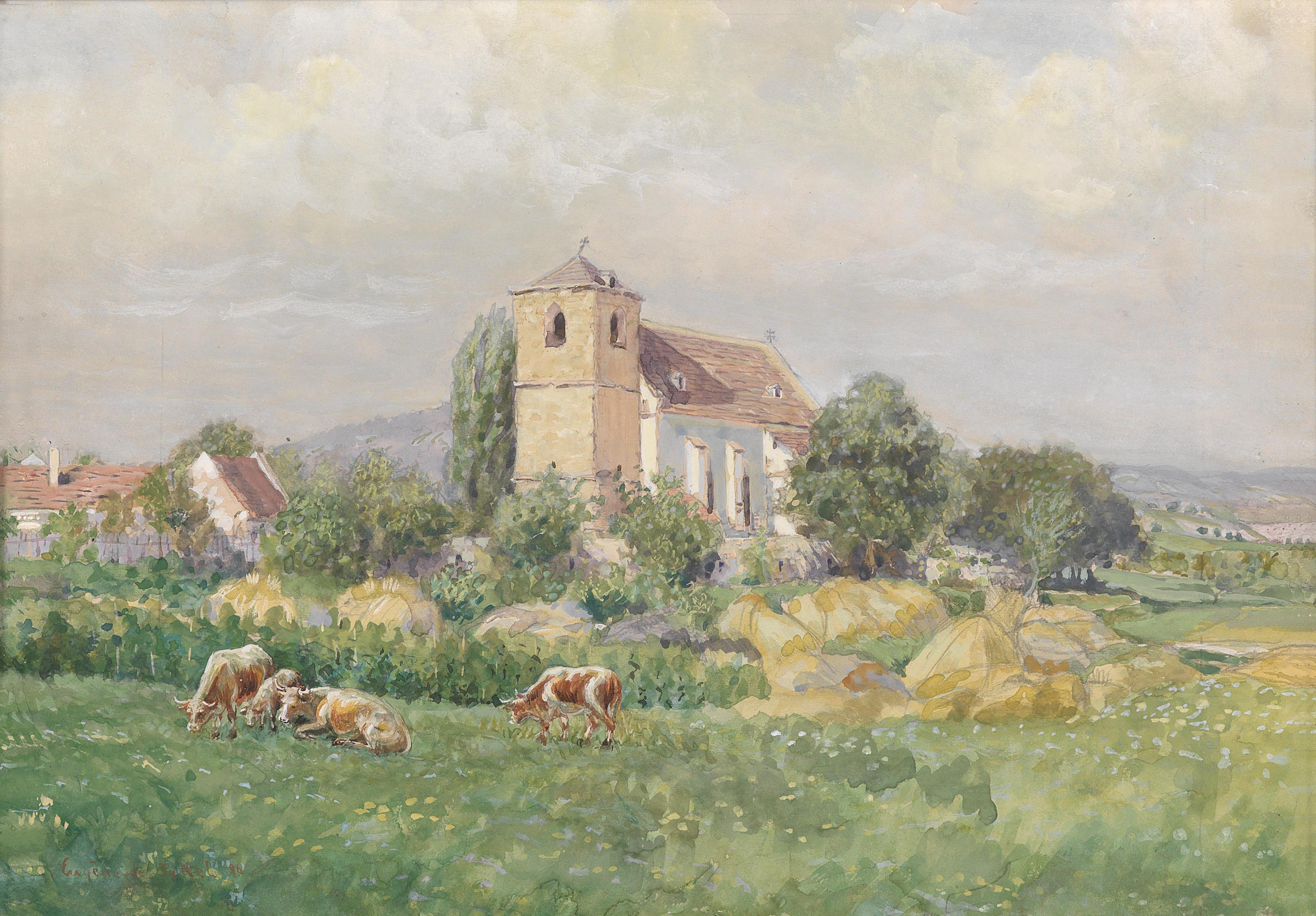
村の教会 (1896)
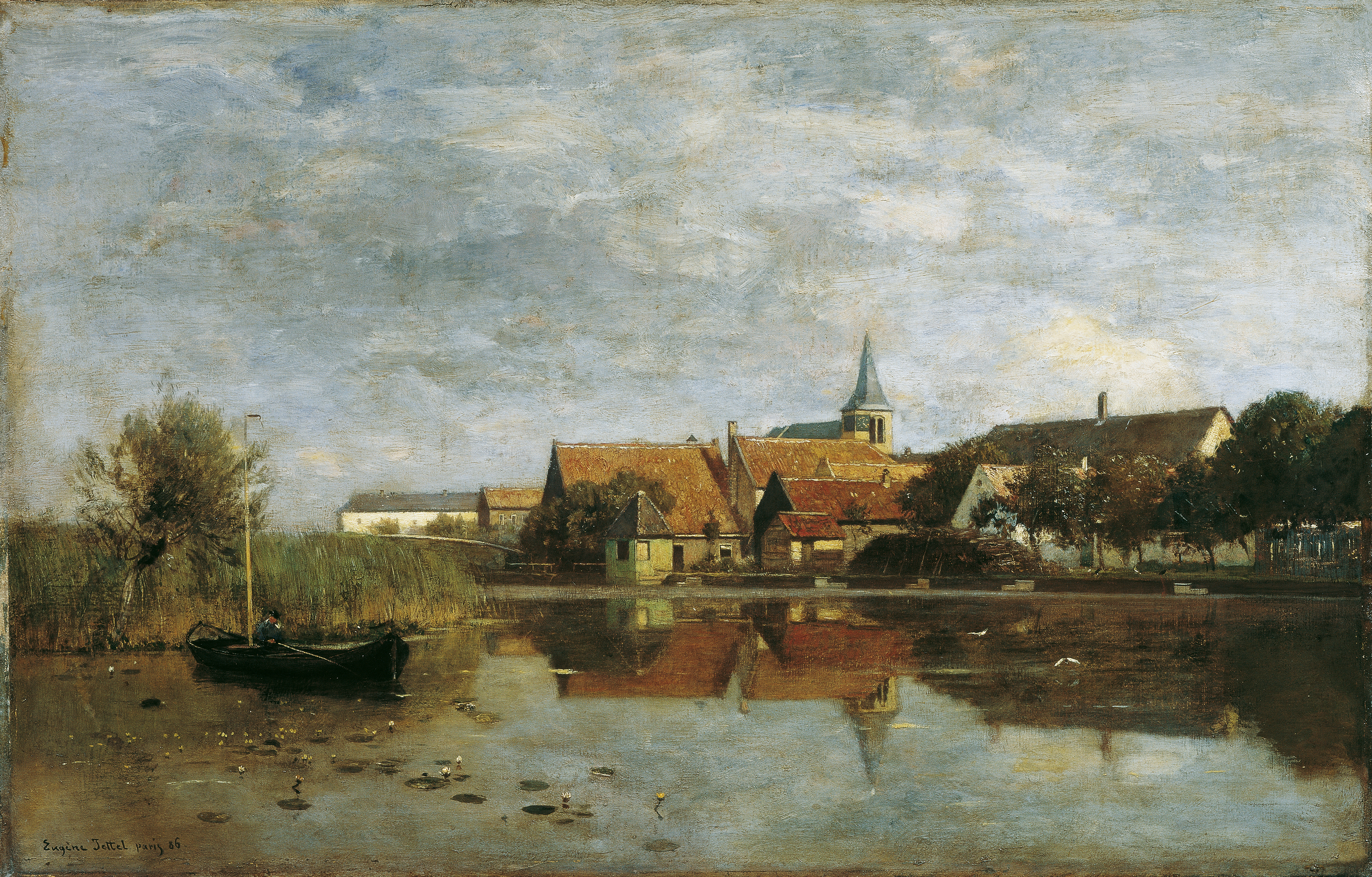
ギーセンの風景
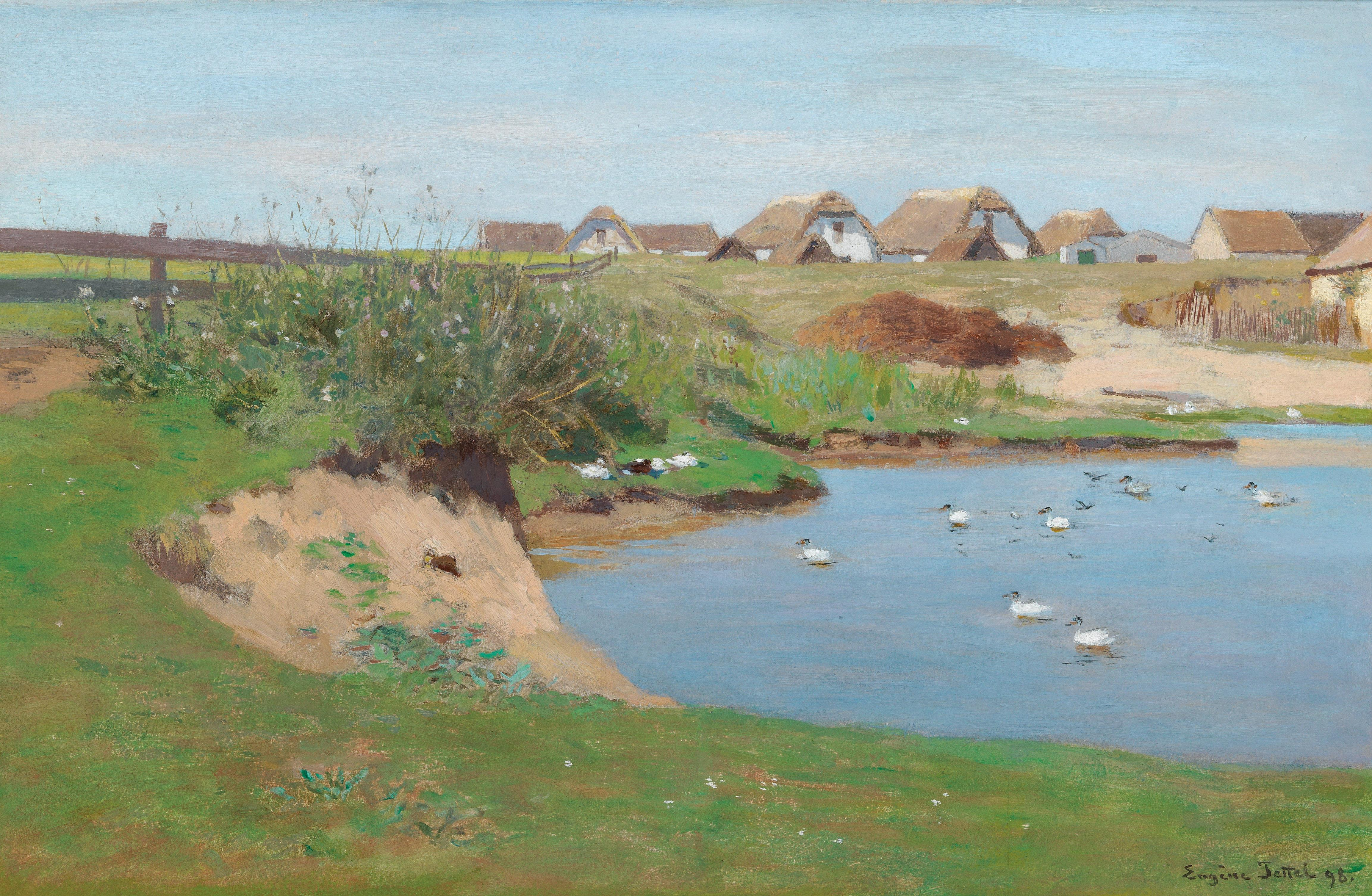
シュターツの風景(1898)